# Подводный буксировщик типа «Сирена»

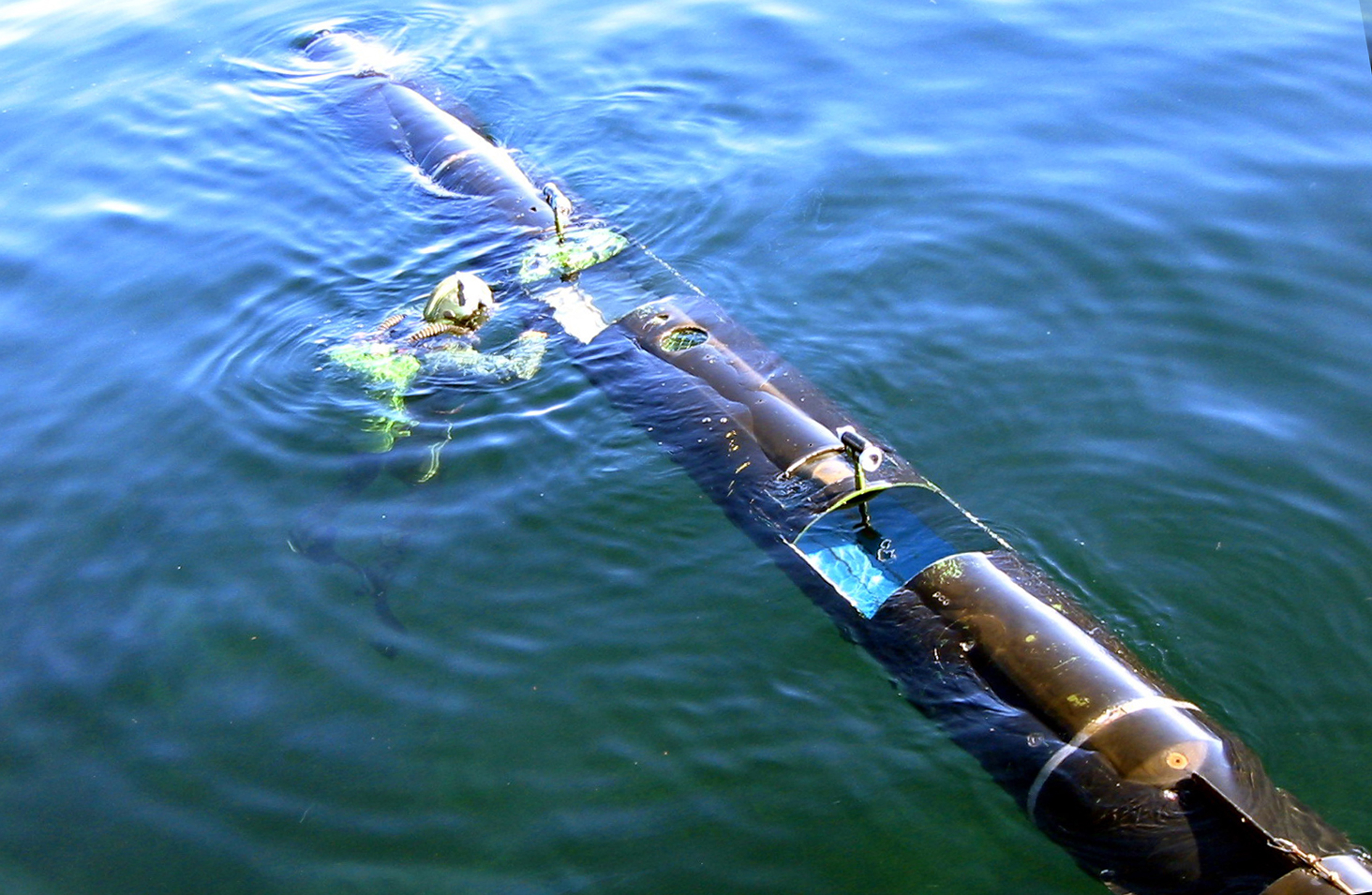
«Сирена-УМ»

Подводный буксировщик типа «Сире́на» — сверхмалая подводная лодка, торпедообразный подводный носитель водолазов-разведчиков, предназначенный для скрытной доставки, высадки и возвращения обратно легководолазов, а также осуществления подводного патрулирования, поиска и уничтожения подводных диверсантов противника, подводных объектов и корпусов кораблей. Может применяться как с надводных кораблей и катеров, так и из торпедных аппаратов подводных лодок.

## Особенности конструкции
Буксировщик, разработанный специально для выхода из подводной лодки через торпедный аппарат, имеет сигарообразную форму диаметром 532 мм (диаметр торпедного аппарата составляет 533 мм) и может применяться с любого носителя грузоподъемностью до 2 тонн.
В носовой части носителя размещается 2,5-метровый отсоединяемый герметичный грузовой контейнер, в который помещается до 500 кг грузов. За контейнером находится главный отсек с секцией никель-кадмиевых аккумуляторов. Средний (проточный) отсек с открытой кабиной для двух водолазов (друг за другом) содержит пульт управления, бортовую систему жизнеобеспечения и устройства вертикального маневрирования. Кабина имеет выдвижные элементы защиты водолазов от встречного потока воды. В кормовом отсеке находятся навигационный комплекс, система управления, гребной электродвигатель и рулевой механизм. Навигационный комплекс и система управления обеспечивают автоматическое движение на глубинах до 40 метров по курсу 0-360°. Устройства вертикального маневрирования обеспечивает удержание аппарата в режиме «остановка» на заданной глубине, переход на выбранную оператором глубину. Для маневрирования в сложных условиях предусмотрено ручное управление буксировщиком. Аппарат можно оставлять на глубине не более 15 метров до пяти суток с возможностью последующей эксплуатации. Средства навигации, наблюдения и связи: малогабаритный навигационный комплекс ГПК-52АП, ГАС обнаружения препятствий, лаг, глубиномер.
Время зарядки аккумуляторной батареи — 15 часов, подготовки аппарата к применению бригадой из двух человек — полтора часа.

## История проектирования и эксплуатации
Разработчик буксировщика типа «Сирена» — СКБ завода «Двигатель» (Ленинград). Главный конструктор — И. А. Немтинов. Производитель — завод «Двигатель» (ныне ОАО в составе концерна «Морское подводное оружие»).
Тактико-техническое задание на разработку двухместного подводного аппарата для транспортировки легководолазов-разведчиков «Сирена» были утверждено 31 марта 1958 года. Макетный образец изделия был построен в июле того же года. Государственные испытания «Сирены» состоялись в декабре 1959 года на базе 31-го научно-испытательного центра ВМФ в Феодосии. С 1960 года буксировщик был передан в производство. Однако у изделия был выявлен ряд недостатков, в том числе отсутствие грузового контейнера. После войсковых испытаний, проводившихся на шестом морском разведывательном пункте Черноморского флота СССР (ныне — 73-й морской центр специального назначения ВМС Украины), самоходные аппараты «Сирена» были возвращены заводу-изготовителю на доработку. А 29 марта 1965 года носитель «Сирена-1» был принят на вооружение частей специального назначения ВМФ.
С 1960 велись работы по созданию усовершенствованных аппаратов «Сирена-УТ» (с ДВС, работавшем на перекиси водорода) и «Сирена-УЕ» (с электродвигателем). Макетные испытания носителей были проведены в морских условиях в июле-сентябре 1962 года на 31-м НПЦ в Феодосии: дальнейшие работы над «Сиреной-УТ» были признаны нецелесообразными, а работы над «Сиреной-УЭ» со съемным контейнером, получившей шифр «Сирена-У» — продолжены. Испытания «Сирены» проводились в течение 1963—1966 годов на базе 6-го МРП ЧФ в районе Одессы и Очакова. «Сирена-У» была принята на вооружение спецчастей ВМФ в 1967 году.
В 1972—1976 годах были проведены работы по модернизации носителя с целью уменьшения его шумности, улучшения эксплуатационных характеристик и условий пребывания экипажа. В результате был создан буксировщик «Сирена-УМ» с улучшенными ТТХ, который стал основным носителем водолазов-разведчиков специального назначения ВМФ СССР. Подводные средства движения этого типа продолжают находиться на вооружении ВМФ России, ВМС Азербайджана и Украины.